# AC Immune
AC Immune est une start-up suisse spécialisée dans la compréhension et le traitement de la neurodégénérescence, créée en 2003.

## Description
La société AC Immune est fondée à Lausanne le 13 février 2003 par Andrea Pfeifer et installée sur l'EPFL Innovation Park,.
Il s'agit d'une société biopharmaceutique spécialiste des maladies neurodégénératives qui est cotée en bourse au Nasdaq depuis 2016.
En 2023, plus de 350 millions de francs suisses ont été investis dans la recherche en 20 ans.
L'entreprise vaudoise collabore avec les laboratoires Roche pour ces travaux de recherches contre la maladie d'Alzeimer. L'objectif est de mettre sur le marché un vaccin pour lutter contre la maladie.

## Chiffres clés
En 2023, l'entreprise emploie près de 150 salariés.

## Domaines d'application
L'entreprise fait de la recherche, notamment celle d'un vaccin contre Alzeimer,.
De nombreuses expérimentations ont été menées sur près de 20 ans. Des avancées sont perçues comme probantes.